# Kaempferia marginata
Kaempferia marginata är en enhjärtbladig växtart som beskrevs av William Carey och William Roscoe. Kaempferia marginata ingår i släktet Kaempferia och familjen Zingiberaceae. Inga underarter finns listade i Catalogue of Life.